# اسد قیصر
اسد قیصر (اردو: اسد قیصر؛ زادهٔ ۱۵ نوامبر ۱۹۶۹) سیاست‌مدار اهل پاکستان است. وی در اوت ۲۰۱۸ به‌عنوان رئیس مجمع ملی پاکستان انتخاب شده‌است.